# Paradoks Fermiego

Graficzne przedstawienie wiadomości Arecibo – pierwszej próby nawiązania przez ludzkość komunikacji z obcymi

Paradoks Fermiego – wyraźna sprzeczność pomiędzy wysokimi oszacowaniami prawdopodobieństwa istnienia cywilizacji pozaziemskich i brakiem jakichkolwiek obserwowalnych śladów ich istnienia.
Wiek Wszechświata i liczba zawartych w nim gwiazd sugerują, że życie pozaziemskie powinno być czymś powszechnym. Pierwsze zwrócenie na to uwagi przypisuje się fizykowi nobliście Enrico Fermiemu przez zadanie w 1950 roku pytania: „Gdzie Oni są?”. Fermi zapytał, dlaczego, jeśli w Drodze Mlecznej istnieje wiele zaawansowanych pozaziemskich cywilizacji, nie znaleźliśmy dotąd żadnych ich śladów w postaci sond, statków kosmicznych albo transmisji radiowych. Sam cytat „Gdzie Oni są?” jest prawdopodobnie parafrazą, ale Fermiemu przypisuje się pierwsze sformułowanie tego problemu w sposób prosty i klarowny.
Do tej pory podjęto wiele prób rozwiązania tego paradoksu, przez znalezienie dowodów istnienia takich cywilizacji lub wyjaśnienie, dlaczego nie możemy takich dowodów znaleźć. Powiązane z nim pytania próbowano rozstrzygać na obszarze różnorakich dziedzin: astronomii, biologii, ekologii i filozofii. Obecnie prace w tym kierunku zalicza się do osobnej dziedziny: astrobiologii, poświęconej badaniu życia poza Ziemią.

## Podstawy paradoksu
Paradoks Fermiego definiuje się w następujący sposób:
| Wielkość i wiek Wszechświata sugerują, że powinno istnieć wiele zaawansowanych technicznie pozaziemskich cywilizacji. Jednak takiemu rozumowaniu przeczy brak obserwacyjnych dowodów ich istnienia. Zatem albo początkowe założenia są nieprawidłowe i zaawansowane technicznie życie jest znacznie rzadsze niż się sądzi, albo metody obserwacji są niekompletne i ludzkość jeszcze ich nie wykryła, albo metody są błędne i cywilizacja ludzka poszukuje niewłaściwych śladów. |

Wstępne założenie („argument skali”) wynika z samych rozważanych tu liczb: w Drodze Mlecznej jest około 400 miliardów (4 × 1011) gwiazd, a w obserwowalnym Wszechświecie około 70 tryliardów (7 × 1022). Nawet jeśli inteligentne życie pojawia się na znikomym procencie planet, wciąż powinno istnieć mnóstwo cywilizacji nawet w samej Drodze Mlecznej (patrz równanie Drake’a). Rozumowanie to opiera się na zasadzie kopernikańskiej, mówiącej, że Ziemia nie jest szczególnie wyróżnionym miejscem we Wszechświecie, a jedynie typową planetą, podlegającą tym samym prawom, efektom i prawdopodobieństwu co inne.
Drugą podstawą paradoksu jest założenie zdolności inteligentnego życia do przetrwania i rozprzestrzeniania się na nowe obszary. Wydaje się prawdopodobne, że zaawansowane cywilizacje szukałyby nowych zasobów i kolonizowały z czasem coraz większe obszary galaktyki. Ponieważ nie znaleziono żadnych śladów takiej kolonizacji Ziemi ani Układu Słonecznego w ciągu kilku miliardów lat jego istnienia, wynika stąd, że albo inteligentne życie jest bardzo rzadkie, albo powyższe opinie o zachowaniu się inteligentnych istot są błędne.
Powstało kilka oszacowań tempa, w jakim cywilizacja zaczynająca z jednej planety mogłaby rozprzestrzenić się na całą galaktykę. Przykładowo, można przyjąć założenie, że jakaś cywilizacja opanowała technologię podróży międzygwiezdnych z prędkością równą 1% prędkości światła w próżni, a każda nowo założona przez nią kolonia jest w stanie raz na 500 lat wysłać pojazd kolonizacyjny do kolejnego układu. W ciągu pierwszych kilkudziesięciu tysięcy lat cywilizacja taka skolonizuje wszystkie dostępne układy w promieniu setek lat świetlnych i utworzy „front kolonizacyjny”, przemieszczający się przez galaktykę z prędkością około 1% prędkości światła w próżni. Dotarcie do wszystkich gwiazd w Drodze Mlecznej zajmie jej co najwyżej 10 milionów lat. Szacując, nawet bardziej zgrubnie, na 50 milionów lat, wciąż dostaniemy bardzo krótki okres w skali kosmologicznej.
Nawet jeśli sama kolonizacja jest niepraktyczna bądź nieprzydatna obcym cywilizacjom, eksploracja na dużą skalę wciąż byłaby możliwa i mogłaby zostawić widoczne ślady.

## Empiryczne próby rozwiązania
Najprostszym sposobem rozwiązania paradoksu Fermiego byłoby znalezienie dowodów istnienia pozaziemskich cywilizacji. Działania w tym kierunku podejmowane są ciągle, mniej więcej od 1960 roku. Ponieważ jak na razie ludzka cywilizacja nie dysponuje możliwością podróży międzygwiezdnych, z konieczności ograniczona jest do uważnej analizy tego, co jest się w stanie zaobserwować z Ziemi. Oznacza to, że można odkryć jedynie cywilizacje, które zmieniają swoje środowisko w stopniu na tyle wyraźnym, żeby dało się to zaobserwować z dużych odległości, bądź takie, które wywołują łatwo wykrywalne zjawiska (jak np. emisje radiowe), czy też celowo próbują się z ludźmi skontaktować. W szczególności praktycznie wyklucza to możliwość wykrycia w najbliższym czasie jakiejkolwiek nietechnicznej cywilizacji poza Układem Słonecznym (choć wewnątrz Układu są szanse znalezienia pozaziemskich mikroorganizmów).
Jednym z problemów przy tych obserwacjach jest unikanie nadmiernie antropomorficznego punktu widzenia. Poszukiwania dowodów skupiają się na efektach działalności, którą ludzie podejmują lub prawdopodobnie podejmowaliby, posiadając bardziej zaawansowaną technologię. Inteligentni obcy mogą teoretycznie unikać tych „oczekiwanych” działań bądź podejmować działania zupełnie nieznane człowiekowi.

### Emisje radiowe

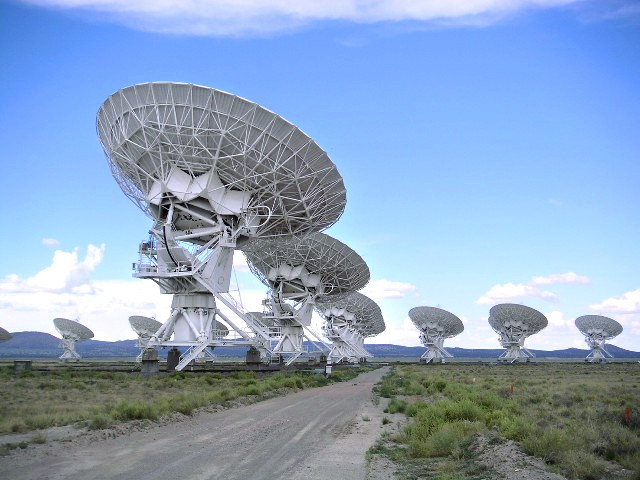
Radioteleskopy Very Large Array, Nowy Meksyk, USA

Technologia radiowa i umiejętność konstruowania radioteleskopów jest uważana za naturalną dla pewnego stopnia zaawansowania cywilizacji, a jednocześnie generuje efekty, które mogą być wykryte z dużej odległości. Przykładowo uważna obserwacja Układu Słonecznego ujawniłaby niezwykłą aktywność radiową jak na gwiazdę typu G2, pochodzącą od ziemskiej telewizji i telekomunikacji. Przy braku naturalnych przyczyn, obcy obserwator mógłby wywnioskować istnienie ziemskiej cywilizacji.
Analogicznie uważne analizowanie emisji radiowych z kosmosu i poszukiwanie nienaturalnych sygnałów mogłoby doprowadzić do wykrycia istnienia obcych. Odebrane sygnały mogłyby być albo „przypadkowymi” emisjami, albo zamierzonymi próbami komunikacji (takimi jak wiadomość Arecibo). Odpowiednie nasłuchy trwają od kilkudziesięciu lat, głównie pod egidą organizacji SETI. Do tej pory nie wykryto żadnej niepodważalnie sztucznej emisji, choć pewna ilość pojedynczych sygnałów ma szanse być takimi (np. „Sygnał Wow!” odebrany w 1977 roku). Obserwacje SETI z konieczności ograniczają się jednak do pewnej szczególnej klasy sygnałów, i znaczna większość emisji radiowych może pozostawać niezauważona.

### Bezpośrednie obserwacje planet

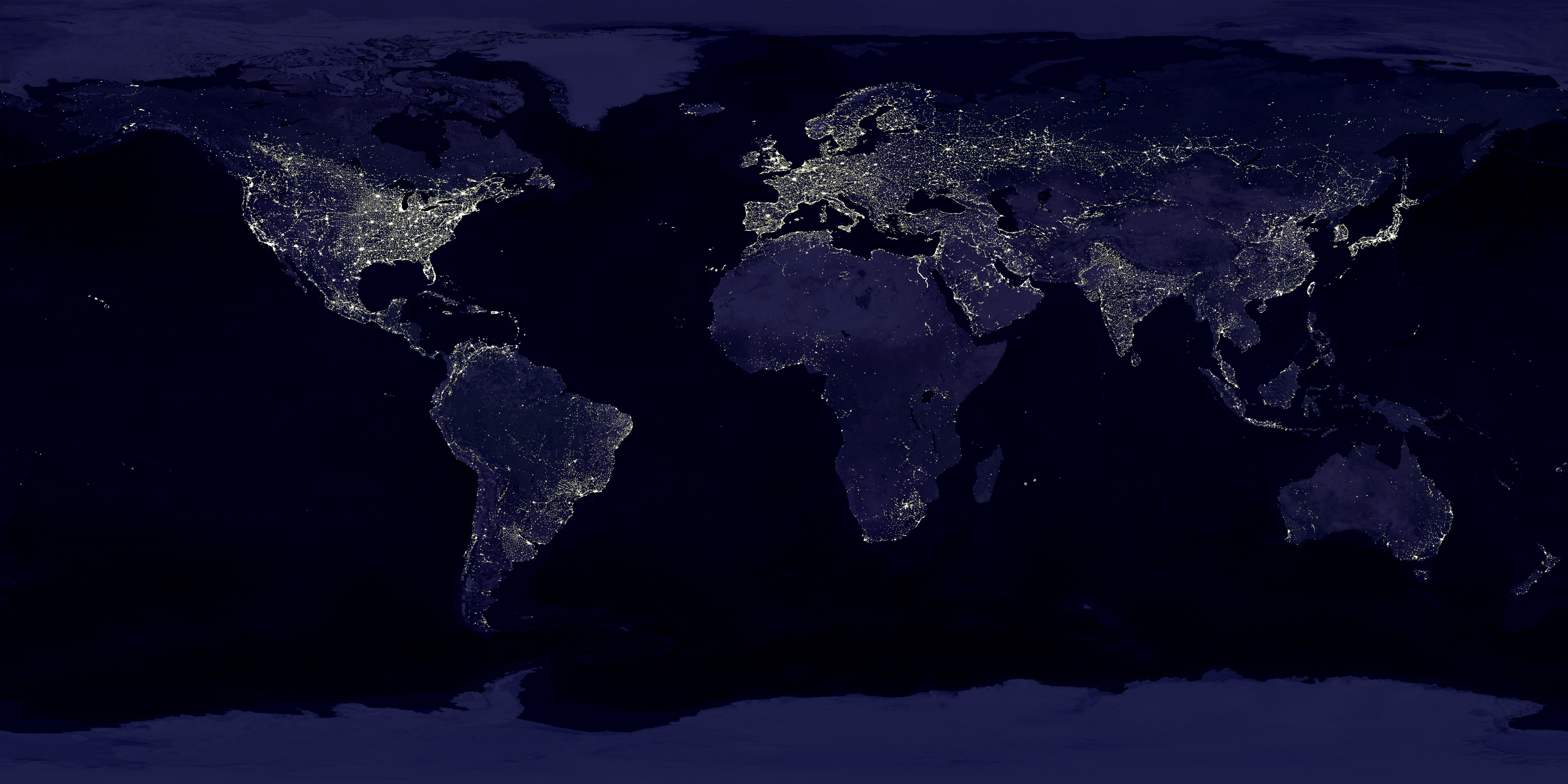
Mozaika zdjęć Ziemi nocą, pokazująca że istnienie cywilizacji może być widoczne z kosmosu

Rozwój technologii w ostatnich latach spowodował pojawienie się nowej dziedziny badań astronomicznych, zajmującej się wykrywaniem i klasyfikacją planet pozasłonecznych. Bezpośrednia obserwacja takich planet mogłaby doprowadzić do wykrycia w widmie absorpcyjnym ich atmosfer śladów związków sugerujących życie: chlorofilu, jednoczesnego występowania tlenu i metanu, lub gazów przemysłowych, takich jak freon. Precyzyjne obserwacje powierzchni planety mogłyby dostarczyć bezpośrednich dowodów istnienia cywilizacji (jak na zdjęciu po prawej).
Planety pozasłoneczne rzadko są obserwowane bezpośrednio (pierwsza taka obserwacja udała się w roku 2005). Ich istnienie zwykle wykrywa się pośrednio, badając wpływ tych planet na zachowanie macierzystej gwiazdy. Da się w ten sposób wyznaczyć wielkość i orbitę planety, co w połączeniu ze znajomością typu gwiazdy pozwala na zgrubne oszacowanie warunków panujących na powierzchni.
Współczesne metody poszukiwania planet pozasłonecznych silnie preferują duże planety krążące po ciasnych orbitach, tzw. gorące jowisze. Wykrywanie planet wielkości Ziemi i krążących na podobnej orbicie jest znacznie trudniejsze. Pierwszą pozasłoneczną planetą mogącą przypominać Ziemię jest odkryta w 2007 roku Gliese 581 c. Obecnie (2023) znamy ponad 5400 planet pozasłonecznych.

### Pozostałości obcych
Stosunkowo duża szybkość, z jaką inteligentne życie może się rozprzestrzeniać, daje podstawy do twierdzenia, że w otoczeniu Ziemi powinny istnieć jakieś pozostałości innych cywilizacji. W szczególności możliwe jest istnienie śladów „bezosobowej” eksploracji, w postaci sond i urządzeń badawczych.
Pewne teoretyczne technologie, takie jak sonda von Neumanna, pozwalałyby w całości przebadać galaktykę wielkości Drogi Mlecznej w czasie krótszym niż pół miliona lat, przy minimalnych kosztach materiałowych i energetycznych. Jeśli choć jedna cywilizacja w Drodze Mlecznej dokonała tego, pozostałości takich sond mogłyby być znalezione w obrębie Układu Słonecznego – np. w pasie planetoid, gdzie występuje dużo łatwo dostępnych materiałów.
Inną rozpatrywaną możliwością jest istnienie tzw. sond Bracewella – hipotetycznych autonomicznych urządzeń szukających cywilizacji, z którymi można nawiązać kontakt (w przeciwieństwie do sond von Neumanna, które mają zwykle cel czysto badawczy). Zostały one zaproponowane jako alternatywa dla powolnej komunikacji z prędkością światła pomiędzy oddalonymi cywilizacjami. Aby uniknąć długiego oczekiwania na każdą odpowiedź, sondy wyposażone w sztuczne inteligencje mogłyby z odpowiednim wyprzedzeniem zostać rozsiane po galaktyce, aby przeprowadzać rozmowy na miejscu i przekazywać do macierzystej cywilizacji jedynie ich rezultaty.
Współczesna technologia nie daje żadnych możliwości przeszukania najbardziej prawdopodobnych miejsc, w których mogłyby znajdować się takie sondy: pasa planetoid, pasa Kuipera czy obłoku Oorta. Przeprowadzono pewne próby ich znalezienia, jak również aktywacji lub wezwania sond Bracewella. Do tej pory nie dały one żadnych efektów. Badania te uznawane są za obrzeże dziedziny SETI i nie wywołują takiego zainteresowania jak badania radiowe.
Nawet jeśli takie urządzenia istnieją na Ziemi, ludzie mogą nie być w stanie ich rozpoznać. Wytwory obcej technologii i obcego sposobu myślenia nie muszą posiadać żadnych cech, które przypisuje się „sztucznym” obiektom. Urządzenia badawcze w postaci zaprojektowanych form życia mogłyby po wykonaniu zadania wymrzeć i stać się częścią biosfery, nie pozostawiając po sobie żadnych śladów. Urządzenia komunikacyjne bazujące na zaawansowanej nanotechnologii mogą działać nawet w obecnej chwili, całkowicie niewykrywalnie dla ludzi. Wreszcie zaawansowane cywilizacje mogą posługiwać się metodami badawczymi zupełnie nam nieznanymi.

### Wielkoskalowe konstrukcje obcych

Wariant hipotetycznej sfery Dysona. Taki konstrukt drastycznie zmieniłby widmo zamkniętej w nim gwiazdy.

W 1959 roku dr Freeman Dyson zauważył, że rozwój ludzkości wiąże się z ciągłym zwiększaniem zapotrzebowania na energię, co teoretycznie w którymś momencie może doprowadzić do sytuacji, gdy ludzkość będzie potrzebowała całej energii wytwarzanej przez Słońce. Sfera Dysona to eksperyment myślowy mający odpowiedzieć na pytanie, jak tę energię można zdobyć: budując gigantyczną powłokę lub chmurę urządzeń otaczającą całą gwiazdę. Taka konstrukcja przeobraziłaby w sposób drastyczny widmo Słońca, zamieniając wysokoenergetyczne fotony na mniej energetyczne (np. podczerwień). Dyson spekulował, że zaawansowane cywilizacje mogą zostać wykryte przez poszukiwania gwiazd o niestandardowych widmach.
W późniejszym czasie zaproponowano kilka innych megastruktur mogących zdradzać istnienie wysoko zaawansowanych cywilizacji – typu II i wyższych na skali Kardaszowa. Dokładniejsze analizy zakwestionowały jednak łatwość ich wykrywania. Przykładowo sfery Dysona mogą mieć różne widma w zależności od upodobań cywilizacji, która je stworzyła – życie oparte na wysokoenergetycznych reakcjach może wymagać środowiska o wysokiej temperaturze i emitować „zużyte promieniowanie” w spektrum widzialnym zamiast w podczerwieni. Pewne warianty sfery Dysona mogłyby być bardzo trudne do zaobserwowania: mózg matrioszka to seria koncentrycznych sfer, z których każda emituje promieniowanie o niższej częstotliwości niż dostaje ze środka. Najbardziej zewnętrzna emituje promieniowanie tak bliskie promieniowaniu tła, że jest praktycznie niewidzialna z dużej odległości.
Podejmowane są pewne próby znalezienia dowodów na istnienie takich konstrukcji, ale do tej pory badania widm różnych gwiazd nie dały żadnych rezultatów. Fermilab ma działający program poszukiwania sfer Dysona.

## Teoretyczne próby rozwiązania
Niektórzy teoretycy traktują brak znalezionych dowodów jako dowód braku pozaziemskiego życia i skupiają się na wyjaśnianiu, dlaczego go nie ma. Inni usiłują znaleźć wyjaśnienia niewykluczające istnienia takiego życia, znajdując przyczyny, dla których wciąż go nie wykryto. Najpopularniejsze wyjaśnienia przedstawione są poniżej:

### Oni nie istnieją...
Najprostszym wyjaśnieniem jest założenie, że ludzkość rzeczywiście jest jedyną cywilizacją w Drodze Mlecznej. Oto kilka teorii, dlaczego tak może być:
...i nigdy nie istnieliHipoteza rzadkiej Ziemi głosi, że warunki potrzebne do powstania życia i jego ewolucji są bardzo rzadkie albo nawet unikatowe dla Ziemi. Nawet jeśli warunki takie już wystąpią, nie jest się w stanie oszacować, ile czasu może średnio zajmować powstanie życia – Ziemia z kilkuset milionami lat może pod tym względem być wyjątkowo szczęśliwym przypadkiem. Wreszcie sam fakt, że w ciągu kilku miliardów lat istnienia życia tylko jeden gatunek na Ziemi zbudował cywilizację, sugeruje, że wejście na ten poziom jest również niezwykle rzadkim zjawiskiem. Powstanie inteligencji może być wyłącznie ewolucyjnym przypadkiem, wynikającym z patologicznej selekcji płciowej.
Istnieje również możliwość powstania gatunków inteligentnych, które jednak nie rozwinęły technologii niezbędnej do komunikacji, nie stały się gatunkami technologicznymi. Odpowiednia ilość wody jest niezbędna dla rozwoju inteligencji, jednak Ziemia jako planeta, której powierzchnia jedynie częściowo jest pokryta wodnym oceanem (przy maksymalnej różnicy poziomów między Rowem Mariańskim a Mount Everestem ok. 20 km, stanowiącej niecałe 3‰ promienia Ziemi), może należeć do rzadkości. Wraz z odkryciami kolejnych egzoplanet pojawiła hipoteza istnienia wielu „światów wodnych” (planet oceanicznych). David Brin sugeruje, że ewolucja istot takich jak my („z rękami, ogniem i tym podobnymi rzeczami”) może być bardzo rzadka w naszej Galaktyce. Może istnieć wiele obdarzonych życiem planet, przypominających co najwyżej Polinezję. Mogłyby one być zasiedlone inteligentnymi formami życia, ale jedynie podobnymi do ziemskich delfinów, wielorybów czy kałamarnic.
W 2018 r. ukazała się publikacja naukowa, w której zastosowano nowy model z użyciem rozkładów prawdopodobieństwa, z których wynika, że prawdopodobieństwo, że jesteśmy jedyną zaawansowaną cywilizacją w naszej galaktyce oraz w całym obserwowalnym wszechświecie wynosi odpowiednio 53–99,6% i 39–85%.
...ponieważ sama natura niszczy złożone życieOsobną możliwością jest powszechność zjawisk, które niszczą każde złożone życie, zanim osiągnie ono wystarczająco zaawansowany poziom. Zdarzenia, takie jak zlodowacenia, uderzenia gigantycznych meteorytów, bliskie supernowe i rozbłyski gamma, mogą regularnie sterylizować regiony, gdzie ono się pojawia.
...ponieważ inteligentne życie doprowadza do własnej zagładyRozwój nauki i technologii napędzają dwa czynniki – walka o dominację i pragnienie łatwego życia. Pierwsze prowadzi do całkowitego zniszczenia, drugie do degeneracji biologicznej lub psychicznej.
Cywilizacje technologiczne mogą niezmiennie niszczyć same siebie przed lub niedługo po osiągnięciu poziomu komunikacji radiowej i lotów kosmicznych. Koncepcję tę obrazuje Zegar Zagłady, pokazujący w symboliczny sposób bliskość zagrożeń dla przetrwania ludzkości. Wśród głównych zagrożeń, jakie wymienia jest broń jądrowa, zmiana klimatu, broń biologiczna, oraz rozwijane technologie takie jak maszyny samoreplikujące i geoinżynieria.
Z punktu widzenia ewolucji, samozniszczenie może być paradoksalnym rezultatem sukcesu ewolucyjnego. Ewolucja ludzkich instynktów w warunkach rywalizacji o ograniczone zasoby promowała zachowania agresywne, konsumpcyjne i nastawione na reprodukcję. Wydaje się prawdopodobne, że pozaziemskie życie mogło podlegać analogicznej presji, tym samym stając się podatne na takie same zagrożenia jak ludzkość. W szczególności wydaje się, że ewentualni inteligentni obcy najprawdopodobniej są drapieżnikami, podobnie jak Homo sapiens.
...ponieważ inteligentne życie niszczy konkurencjęKolejną przyczyną może być fakt, że jakaś zaawansowana technologicznie cywilizacja pilnuje, aby żadna cywilizacja skłonna do ekspansji nie osiągnęła poziomu umożliwiającego kolonizację galaktyki. Taka ekspansja byłaby postrzegana jako zagrożenie i likwidowana w zarodku. Taki mechanizm mógłby spowodować, że w galaktyce mogą istnieć inne cywilizacje, ale tylko takie, które nie dążą do ekspansji.

### Oni istnieją...
Być może zaawansowane pozaziemskie cywilizacje istnieją, ale ludzie nie mogą się z nimi skomunikować. Wymyślono kilka przyczyn mogących to wyjaśniać:

#### ...ale komunikacja z nimi jest niemożliwa...

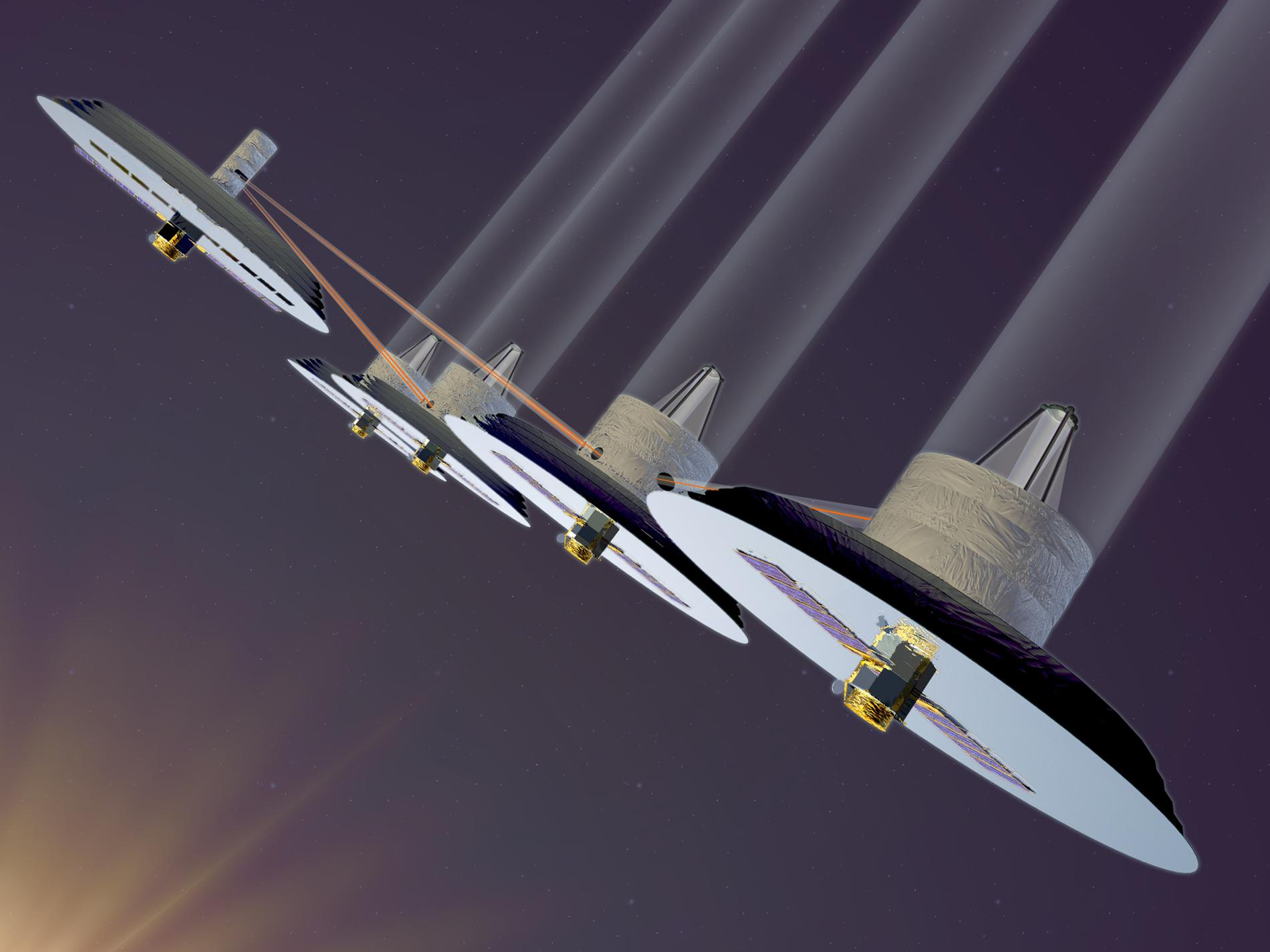
Koncepcja urządzenia do poszukiwania planet. Czy to możliwe, że obcy są zbyt daleko, żeby się z nimi porozumieć?

...ponieważ cywilizacje są rozrzucone zbyt rzadkoMożliwe, że obcy istnieją, ale są zbyt daleko od nas, żebyśmy byli w stanie z nimi porozmawiać. Jeśli dwie cywilizacje są w odległości kilku tysięcy lat świetlnych, najprawdopodobniej nie jest możliwe nawiązanie żadnej sensownej komunikacji. Iosif Szkłowski minimalną odległość między dwiema cywilizacjami szacował na 300 parseków (978 lat świetlnych), Sebastian von Hoerner – średnią odległość między cywilizacjami w naszej Galaktyce – na 1000 lat świetlnych. Problem ten można jedynie częściowo obejść przy pomocy sond Bracewella, w ten sposób, że przynajmniej jedna strona ma szansę na „prawdziwy” kontakt.
Wariantem tej hipotezy jest tzw. boska kwarantanna, sugerująca, że różne formy życia zostały celowo stworzone daleko od siebie, tak aby uniemożliwić im kontakt i ewentualne zniszczenie się nawzajem.
...ponieważ cywilizacje istnieją za krótkoAnalizując czas, przez jaki istnieje lub będzie istniała nasza cywilizacja, możemy dojść do wniosku, że każdorazowe „pięć minut”, przypadające na cywilizację zdolną do kontaktu, jest za krótkie. Zaawansowane cywilizacje mogą się pojawiać i znikać, poprzedzielane długimi okresami nieistnienia – tak, że szansa jednoczesnego wystąpienia dwóch cywilizacji jest znikoma.
Sebastian von Hoerner szacował średni czas trwania cywilizacji planetarnej na 6500 lat. Według niego nadająca się do zamieszkania planeta „produkuje” średnio 4 gatunki technologiczne oddzielone dystansem czasowym rzędu setek milionów lat.
Odliczając kilka pierwszych miliardów lat formowania się wszechświata, w pozostałym okresie mogłoby istnieć milion cywilizacji trwających po 10 tys. lat i każda z nich mogłaby istnieć jako jedyna w swoim czasie we Wszechświecie. Być może istniały jakieś cywilizacje przed pojawieniem się człowieka i być może będą istnieć po jego wyginięciu, ale w obecnej chwili ludzkość jest jedyną cywilizacją w galaktyce. Istnieje więc co najwyżej możliwość znalezienia archeologicznych dowodów istnienia obcych – np. w postaci sfer Dysona lub sygnałów, które zdążyły dotrzeć do naszej planety już po wyginięciu nadających je cywilizacji.
...ponieważ cywilizacje jeszcze nie powstałySzczególnym przypadkiem jest możliwość, że ludzkość jest pierwszą cywilizacją w naszej galaktyce. Większość naukowców odrzuca taką możliwość jako zbyt nieprawdopodobną i antropocentryczną, ale ponieważ jakaś cywilizacja musi być pierwsza, nie jest wykluczone, że ludzkość nią jest.
Pierwszeństwo ludzkości w galaktyce jest motywem przewodnim twórczości Isaaca Asimova. W trylogii Imperium Galaktyczne przedstawia on Galaktykę skolonizowaną przez ludzi do tego stopnia, że zapomniane zostało ich ziemskie pochodzenie. Koniec wieczności opowiada natomiast alternatywną historię: Ludzkość była pierwszą inteligentną rasą, ale napęd międzygwiezdny został wynaleziony zbyt późno, a Galaktyka została skolonizowana przez inne rasy.
...ponieważ rozprzestrzenienie się poza własny system planetarny jest zbyt kosztowneWiele założeń dotyczących możliwości kolonizowania przestrzeni opiera się na idei stosunkowo tanich podróży międzygwiezdnych. Choć znana nam fizyka wyklucza możliwość podróżowania z prędkością nadświetlną (nie wyklucza natomiast wykorzystywania tuneli czasoprzestrzennych), podróżowanie z mniejszymi prędkościami wydaje się wykonalne (zobacz Program Orion). Daje to podstawy do rozważania możliwości istnienia urządzeń rodzaju sond von Neumanna.
Istnieje możliwość, że nie są znane jakieś fundamentalne przeszkody, które uniemożliwiają taką kolonizację, bądź sprawiają, że jest ona nieopłacalna. Możliwe, że nawet jeśli sama kolonizacja jest możliwa, utrzymywanie spójności cywilizacji ogranicza maksymalny obszar, na jaki cywilizacja może się rozprzestrzenić bez rozpadnięcia się. W takim ujęciu w przestrzeni zasiedlone byłyby tylko „kępki”, porozdzielane dużymi niezamieszkanymi obszarami.
...ponieważ ludzie nie szukają jeszcze wystarczająco długoSygnały radiowe z kosmosu ludzie potrafią wykrywać od bardzo niedługiego czasu. Pierwszy radioteleskop został wybudowany w 1937 roku. Cała nasza cywilizacja istnieje zaledwie kilka tysięcy lat, co w skali kosmologicznej jest mgnieniem oka. Istnieje więc możliwość, że ludzie nie szukają śladów obcych jeszcze wystarczająco długo, żeby je znaleźć, ani nie istnieją wystarczająco długo, żeby zostać znalezieni.
Milion lat temu nie było na Ziemi żadnej cywilizacji, z którą obcy mogliby się skontaktować. Również badając Ziemię wcześniej, obcy nie znaleźliby żadnych znaków sugerujących, że w najbliższym czasie powstanie tu cywilizacja. W rozległym i długowiecznym Wszechświecie, cywilizacja zdolna do lotów kosmicznych mogłaby zbyt rzadko zwracać uwagę na Ziemię, żeby zauważyć nasze powstanie. Nawet jeśli obcy szczęśliwie znaleźliby się na Ziemi w czasach historycznych, prawdopodobnie do czasów współczesnych przetrwałyby wyłącznie opowieści o jakichś nadnaturalnych istotach (co mogło zapoczątkować religie, jak np. według teorii Ericha von Dänikena).
...ponieważ Obcy nie zdążyli jeszcze odpowiedziećSztuczne sygnały radiowe są emitowane z powierzchni Ziemi od 1895 roku. Oznacza to, że do tej pory jedynie inteligencje w odległości mniejszej niż 55 lat świetlnych mogłyby zdążyć wykryć te sygnały i wysłać odpowiedź w kierunku Ziemi. Jeśli uwzględni się dodatkowo, że pierwsze sygnały były bardzo słabe i tłumione przez atmosferę, można przesunąć datę pierwszych wykrywalnych z przestrzeni aż do lat pięćdziesiątych XX wieku, co oznacza, że tylko obcy w odległości dwudziestu paru lat świetlnych mogliby do tej pory odpowiedzieć.
...ponieważ ludzie nie słuchają we właściwy sposóbProgramy SETI opierają się na pewnych założeniach, ograniczających klasę sygnałów, które mogą odebrać. Przykładowo wszelkie dotychczas przeprowadzane nasłuchy zignorowałyby mocno skompresowane strumienie danych (które bez znajomości algorytmu kompresji byłyby nieodróżnialne od białego szumu). Sygnały mogą być też nadawane na częstotliwościach, które uznano za mało prawdopodobne, albo używając innych metod modulacji, niż się oczekuje. Nawet właściwe sygnały pozostałyby niewykryte, jeśli pochodziłyby spoza niewielkich wycinków nieba, na których skupia się nasłuch.
Największy problem stanowi liczba częstotliwości, które jest się w stanie przesłuchiwać, i dokładność urządzeń odbiorczych ludzi. Wyliczono, że używając radioteleskopu takiego jakim dysponuje Obserwatorium Arecibo, sygnał telewizyjny z Ziemi można byłoby odebrać co najwyżej w odległości 0,3 roku świetlnego. Z pewnością wykrycie w ten sposób cywilizacji typu ziemskiego byłoby więc trudne. Znacznie łatwiej byłoby wykryć sygnał ukierunkowany i skupiony w wąskim przedziale częstotliwości – takie sygnały byłoby się w stanie odebrać z odległości nawet dziesiątek tysięcy lat świetlnych. Musiałyby jednak zostać wcześniej specjalnie wysłane w kierunku Ziemi. Część zespołów pracujących w SETI zakłada, że inne cywilizacje wysyłają takie sygnały (jak wysłana przez nas wiadomość Arecibo), aby poinformować o swoim istnieniu.
...ponieważ cywilizacje wysyłają sygnały radiowe tylko przez krótki czasBardzo możliwe, że obce cywilizacje wysyłają wykrywalne sygnały radiowe tylko przez krótki czas swojego istnienia, co znacznie zmniejsza prawdopodobieństwo wykrycia ich w ten sposób. Są dwie główne przyczyny, które mogą do tego doprowadzić: albo rozwój technologiczny sprawia, że radio staje się przestarzałe, albo zużywanie zasobów sprawia, że cywilizacje rezygnują z tego sposobu komunikacji.
Pierwsza możliwość wydaje się dobrze uzasadniona na przykładzie rozwoju ludzkości. Używanie sygnałów radiowych do komunikacji na duże odległości jest marnotrawstwem energii i zaśmieca niepotrzebnie pasmo. Obecnie odchodzi się od tych rozwiązań na rzecz kabli, światłowodów, komunikacji mikrofalowej i laserowej. Nowe rozwiązania korzystające z radia, takie jak telefony komórkowe i sieci WiFi, używają niskoenergetycznych transmisji o małym zasięgu. Telewizja, korzystająca z silnych sygnałów jest prawdopodobnie najłatwiej wykrywalna z okolicznych gwiazd. Wypieranie jej przez telewizję cyfrową, korzystającą z szerokiego pasma i znacznie słabszej fali nośnej, może spowodować, że w ciągu najbliższych dziesięcioleci zauważalność Ziemi w spektrum radiowym znacznie się zmniejszy. Podobnego rozwoju można oczekiwać po innych cywilizacjach. Możliwe też, że zaawansowane cywilizacje całkowicie rezygnują z komunikacji radiowej na rzecz metod, których jeszcze ludzie nie znają.
...ponieważ wszyscy osiągają poziom osobliwości technologicznejIstnieje możliwość, że wszystkie zaawansowane cywilizacje osiągają poziom osobliwości technologicznej, i stają się postludzkimi (lub postobcymi) cywilizacjami. Teoretycznie może to oznaczać, że żadna dalsza komunikacja z nimi nie jest już możliwa. Inteligencje tego poziomu mogą np. przetwarzać większe ilości informacji, niż da się przesłać na odległości międzygwiezdne. Możliwe też, że wszelka wiedza ludzkości jest dla nich elementarna. Z tego powodu nie komunikują się oni z nami, tak samo jak ludzie nie komunikują się z mrówkami.
W fantastyce spotyka się nawet bardziej ekstremalne formy postosobliwościowych cywilizacji: istoty, które porzuciły materialne ciała, zamknęły się w gigantycznych wirtualnych środowiskach (jak np. mózg matrioszka) lub w jakiś inny sposób przestały oddziaływać na nasz fizyczny świat.
...ponieważ stosowana przez nas technologia radiowa jest zbyt prymitywnaZakładając, że istnieją cywilizacje tysiące lub nawet miliony lat bardziej zaawansowane niż ludzie, nie ma powodu, żeby uznawać, że wciąż komunikują się one przy użyciu fal elektromagnetycznych. Możliwe, że jakieś nieznane ludzkości jeszcze zjawiska fizyczne umożliwiają znacznie efektywniejszą komunikację.
Niektóre pomysły zakładają, że obcy komunikowali się już wielokrotnie z ludzkością, ale za pomocą metod, których nie wykorzystuje i dlatego nie jest w stanie rozpoznać ich jako komunikacji. Przykładowo „sygnały” odbierane wyłącznie przez nielicznych ludzi mogą być postrzegane jako raczej objawy chorób psychicznych niż faktycznego kontaktu. Takie zjawiska mogłyby również być odnotowywane w religijnych tekstach (jako objawienia czy odwiedziny aniołów i demonów, przypisywane im cuda oraz nadprzyrodzone, nienaturalne zdolności).
Bazując na hipotezie, że ludzki mózg wykorzystuje w swoim działaniu zjawiska kwantowe (jak sugeruje np. Roger Penrose), można dojść do wniosku, że istnieje możliwość odbierania przez niego sygnałów w sposób nielokalny, przy użyciu kwantowego splątania (patrz również Teleportacja kwantowa oraz Kryptologia kwantowa). Niektórzy spekulują, że niektóre przypadki mistyków, szamanów albo schizofreników są efektem mniej lub bardziej zniekształconej komunikacji. Według naszej wiedzy nie jest możliwe przekazywanie w sposób nielokalny żadnej informacji, ale jakieś oddziaływanie może zachodzić. Być może dla obcych taka nie-komunikacja jest w jakimś sensie wystarczająca. Pozwalałoby to wyjaśnić brak obserwowanych podróży kosmicznych, które w takiej sytuacji byłyby już niepotrzebne.
Teorie te nie są jednak poparte żadnymi argumentami poza niewiedzą i z tego powodu nie są powszechnie akceptowane. Podobny status mają hipotezy sugerujące, że niektóre narkotyki są w rzeczywistości technologią umożliwiającą wprowadzanie umysłów ludzkich w stan pozwalający odebrać przekazywane ludziom wiadomości.

#### ...ale postanowili się nie komunikować...
Ta wersja jest szczególnie prawdopodobna, jeśli w zasięgu naszego kontaktu jest tylko jedna cywilizacja bądź wszystkie cywilizacje w okolicy podlegają jakiemuś jednemu prawu zabraniającemu kontaktów z Ziemią. Jeśli istnieje dużo różnorodnych cywilizacji, prawdopodobieństwo, że wszystkie podjęłyby równocześnie taką decyzję jest znacznie mniejsze.
...ponieważ Ziemia została specjalnie odizolowanaMożliwe, że założenie o chęci nawiązania kontaktów jest błędne i zaawansowane cywilizacje nie chcą tego robić, nawet mając odpowiednie środki. Potencjalnym wyjaśnieniem może być hipoteza kosmicznego Zoo: Ziemia jest obserwowana przez zaawansowane cywilizacje, które traktują ją jako „zoo lub dziewiczy teren”.
Motywacje takiego działania mogą być etyczne (umożliwienie ludziom naturalnego rozwoju), badawcze lub strategiczne (obcy chcą uniknąć wykrycia i potencjalnego zniszczenia przez inne cywilizacje). Pomysł ten jest wykorzystywany między innymi w świecie Star Trek jako Pierwsza Dyrektywa, zabraniająca kontaktu z cywilizacjami na zbyt niskim poziomie rozwoju. Ta teoria sugeruje, że ludzkość musi osiągnąć jakiś poziom etyczny, technologiczny lub socjologiczny, zanim zostanie z nią nawiązany kontakt (np. w świecie Star Trek oficjalny kontakt cywilizacji zaawansowanych z cywilizacjami bardziej prymitywnymi następuje po stworzeniu przez te ostatnie napędu „nadświetlnego”, pozwalającego osiągać prędkości większe niż prędkość światła w próżni).
Wariantem tej wersji jest teoria, że ludzkość jest próbną, badawczą cywilizacją stworzoną i/lub kontrolowaną przez inteligentniejsze od ludzi istoty (podobnie jak ludzie hodują różne gatunki zwierząt dla celów badawczych, konsumpcyjnych bądź introdukcji ich na jakiś obszar). Możliwe są różne odmiany tej teorii, jak np. symulacja życia na Ziemi w filmie Matrix.
...ponieważ są zbyt obcyJest możliwe, że nie docenia się zakresu, w jakim obce życie może się różnić od tego na Ziemi. Psychologia obcych może być tak odległa od naszej, że nie wiedzą oni, jak nawiązać z nami kontakt, bądź sama idea nawiązywania kontaktu nie jest dla nich sensowna. Ludzka kultura i środowisko mogą być z punktu widzenia obcych zaściankowe lub niepasujące do ich sposobu myślenia. Ten motyw wykorzystał Stanisław Lem w powieści Solaris.
...ponieważ nie są zainteresowaniZałożenie, że zaawansowane cywilizacje dążą do kontaktów, również może być nieprawidłowe. Powody, takie jak religijne tabu, ksenofobia albo zwykły brak zainteresowania, mogą sprawiać, że obcy nie nawiązują kontaktu, nawet jeśli są do niego zdolni.

#### ...ale pozostają dla ludzi niewidoczni...
Możliwe, że inteligentni obcy nie tylko istnieją, ale są obecni na Ziemi. Nie wykrywa się ich, bo tego nie chcą, ludzie nie potrafią tego zrobić, bądź nie chcą przyjąć do wiadomości ich istnienia.
...ponieważ ukrywają swoją obecnośćNie jest nieracjonalne zakładanie, że życie wystarczająco inteligentne, żeby podróżować na odległości międzygwiezdne, jest też wystarczająco inteligentne, żeby znaleźć sposób na ukrycie się przed ludźmi. Daje to możliwość niezauważanej przez nas obecności obcych na Ziemi lub w Układzie Słonecznym. Nie wydaje się prawdopodobne, że obcy obserwatorzy mogliby wtopić się w społeczeństwo i pozostawać niewykryci przez długi czas (tak jak w filmie Oni żyją z 1988 roku). Istnieją jednak z pewnością sposoby monitorowania, których ludzie nie potrafiliby wykryć. Przykładowo, rozbudowany system nanotechnologicznych urządzeń może obejmować Ziemię i pozostawać niezauważalny. Nawet znacznie mniej zaawansowane urządzenia znajdujące się na orbicie Ziemi mogą być nieodróżnialne od zwykłych kamieni i kosmicznych śmieci.
...ponieważ komunikacja jest niebezpiecznaPomijając poglądy ksenofobiczne i izolacjonistyczne, komunikacja może być zaburzona przez nieudaną komunikację z innymi obcymi. Być może obcy skontaktowali się już z innymi obcymi i w wyniku tego spotkania doszło do konfliktu, który zasiał strach we wszystkich obcych obserwujących ten konflikt. W ten sposób wszystkie cywilizacje przyjęły zasadę niekontaktowania się z innymi i każda cywilizacja łamiąca tę zasadę, tzn. próbująca się skontaktować, wydaje im się agresywnie nastawiona lub po prostu szukająca pomocy, co wiąże się z odkryciem cywilizacji walczącej z cywilizacją poszukującą pomocy.
...ponieważ sami ludzie ich ukrywająIstnieje szereg teorii spiskowych mówiących, że rządy ukrywają odkrycie obcych, nawiązanie z nimi kontaktu oraz ich obecność na Ziemi. Przykładami są teorie dotyczące Strefy 51 oraz incydentu w Roswell. Ludzie zajmujący się ufologią wielokrotnie domagali się od rządu USA ujawnienia rzekomych dowodów.